# Александър Попевтимов
Александър Попевтимов е български православен духовник, деец на късното Българско възраждане в Македония.

## Биография
Роден е в свещеническо семейство в югозападния македонски град Ресен, тогава в Османската империя. Става духовник. Българската екзархия го изпраща като архиерейски наместник на екзархийската Поленинска епархия и председател на българската община в Дойран. По-късно е архиерейски наместник и председател на Ресенската българска община.